# Maria do Pilar de Espanha
Maria do Pilar de Espanha (Madrid, 4 de junho de 1861 – Eskoriatza, 5 de agosto de 1879) foi Infanta da Espanha, filha da rainha Isabel II de Espanha e de seu marido, o rei Francisco de Assis de Espanha.

## Biografia
A infanta Pilar nasceu no Palácio Real de Madrid, sendo a sétima dos doze filhos da rainha Isabel II da Espanha e de Francisco de Assis de Espanha. Aos sete anos de idade acompanhou a mãe para o exílio em França. Em Paris foi educada no Colégio do Sagrado Coração. Durante um ano, após a queda de Napoleão III, a infanta, juntamente com a família real, viveu em Genebra, na Suíça. Em 1873 recebeu sua primeira comunhão em Roma, das mãos do Papa Pio IX.
Dois anos depois regressou à Espanha, quando a monarquia foi restaurada com o seu irmão, Afonso XII, como rei. Desde então, viveu sempre entre Sevilha e Madrid. Em Julho de 1879, foi passar alguns dias com os seus irmãos Isabel, Afonso e Eulália, na cidade balnear de Escoriaza, na província de Guipúzcoa. Lá, no dia 3 de Agosto, enquanto estava na cama a descansar da viagem, teve uma crise aguda de convulsões e trismo que a levaram a perder a consciência. Morreu dois dias depois, de meningite tuberculosa. No entanto, para que a dinastia não ficasse manchada, o médico oficial deu como causa de morte oficial um derrame seroso. Foi enterrada dois dias depois em El Escorial.
Embora nunca se tenha casado, Maria do Pilar esteve apaixonada pelo filho de Napoleão III, Napoleão Luís. A imperatriz Eugénia e Isabel II eram adeptas deste enlace, mas o jovem príncipe Napoleão havia falecido em combate, na África do Sul, dois meses antes da própria infanta. A imperatriz Eugénia retirou uma coroa da sepultura do seu filho e enviou-a para a de Pilar no Escorial.
Anos depois, a infanta Maria da Paz casou-se com o príncipe Luís Fernando da Baviera e decidiu chamar Pilar à sua única filha, em memória da sua irmã. Foi assim que introduziu um nome espanhol na Casa de Wittelsbach.